# José Antonio Llanos Duarte
José Antonio Llanos Duarte (Culiacán, Sinaloa, México, 4 de junio de 1940) es un jurista mexicano que se desempeñó como ministro de la Suprema Corte de Justicia de la Nación, entre el 11 de julio de 1989 y el 31 de diciembre de 1994.

## Biografía
Nacido en la ciudad de Culiacán, Sinaloa, México, José Antonio Llanos Duarte inició su camino hacia una distinguida carrera en el derecho al ingresar a la Facultad de Derecho de la Universidad de Guadalajara (UdeG). Allí, se destacó académicamente y obtuvo su título profesional el 7 de octubre de 1964, sustentando una tesis titulada "Ensayo sobre la fracción I del artículo 20 Constitucional".

## Trayectoria profesional
Llanos Duarte inició su carrera en el Poder Judicial en 1965, cuando fue designado Actuario Judicial y adscrito al Segundo Tribunal Colegiado del Cuarto Circuito con residencia en la ciudad de Guadalajara, Jalisco. En este tribunal, demostró su valía y posteriormente ascendió al cargo de Secretario. Su labor judicial lo llevó a ser designado Secretario de Estudio y Cuenta de la Suprema Corte de Justicia de la Nación en 1968.
A partir de 1972, José Antonio Llanos Duarte desempeñó roles judiciales de gran relevancia en distintas regiones de México. Fue juez segundo de distrito en Nogales, Sonora, juez de distrito en Tlaxcala, Tlaxcala, y juez cuarto de distrito en Guadalajara, Jalisco. Su sólida experiencia judicial lo convirtió en un referente en el sistema legal mexicano.
En 1978, Llanos Duarte fue nombrado Magistrado de Circuito y adscrito al Tribunal Colegiado del Duodécimo Circuito con residencia en Mazatlán, Sinaloa. A lo largo de su carrera, también ejerció sus funciones jurisdiccionales en el Segundo Tribunal Colegiado del Tercer Circuito, con sede en Guadalajara, Jalisco, así como en el Tribunal Colegiado en Materia Civil del mismo Tercer Circuito y en el Primer Tribunal Colegiado en Materia Civil del Primer Circuito, con residencia en la hoy Ciudad de México, antes Distrito Federal.
El 11 de julio de 1989, José Antonio Llanos Duarte recibió un nombramiento de gran trascendencia al ser designado ministro supernumerario de la Suprema Corte de Justicia de la Nación por el presidente de la República, Carlos Salinas de Gortari. Inicialmente, fue adscrito a la entonces Sala Auxiliar. Posteriormente, el 13 de junio de 1990, fue nombrado ministro Interino y asignado a la Tercera Sala. Finalmente, el 24 de junio de 1991, fue nombrado ministro numerario e integró la hoy extinta Cuarta Sala del Alto Tribunal a partir del 1 de agosto de ese mismo año.
José Antonio Llanos Duarte ejerció su labor como ministro de la Suprema Corte de Justicia de la Nación con dedicación y compromiso hasta el 31 de diciembre de 1994, cuando se retiró del cargo.